# Braydon Manu
Braydon Marvin Manu (Itzehoe, 28 marzo 1997) è un calciatore tedesco naturalizzato ghanese, attaccante dell'Osnabrück in prestito dal PEC Zwolle.

## Carriera

### Club
Cresciuto nel settore giovanile dell'Eintracht Braunschweig, nella stagione 2016-2017 viene aggregato alla squadra riserve, totalizzando 23 presenze e due reti. Nel 2017 viene acquistato dall'Hallescher, giocando per due stagioni nella terza divisione tedesca. Nel 2019 si accasa al Darmstadt, firmando un contratto triennale; il 26 maggio 2020 ha esordito in Zweite Bundesliga, disputando l'incontro vinto per 1-3 contro l'Erzgebirge Aue. Il 12 gennaio 2021 fa ritorno all'Hallescher con la formula del prestito. Rientrato alla base, sigla la sua prima rete in campionato il 15 agosto 2021, nell'incontro vinto per 6-1 contro l'Ingolstadt 04.

### Nazionale
Nel settembre 2021 viene convocato per la prima volta dalla nazionale ghanese per gli incontri con Etiopia e Sudafrica, validi per le qualificazioni al campionato mondiale di calcio 2022, senza tuttavia scendere in campo.

## Statistiche

### Presenze e reti nei club
Statistiche aggiornate al 23 novembre 2022.
| Stagione          | Squadra            | Campionato        | Campionato | Campionato | Coppe nazionali | Coppe nazionali | Coppe nazionali | Coppe continentali | Coppe continentali | Coppe continentali | Altre coppe | Altre coppe | Altre coppe | Totale | Totale |
| Stagione          | Squadra            | Comp              | Pres       | Reti       | Comp            | Pres            | Reti            | Comp               | Pres               | Reti               | Comp        | Pres        | Reti        | Pres   | Reti   |
| ----------------- | ------------------ | ----------------- | ---------- | ---------- | --------------- | --------------- | --------------- | ------------------ | ------------------ | ------------------ | ----------- | ----------- | ----------- | ------ | ------ |
| 2016-2017         | E. Braunschweig II | RL                | 23         | 2          |                 | -               | -               |                    | -                  | -                  |             | -           | -           | 23     | 2      |
| 2017-2018         | Hallescher         | 3L                | 27         | 3          |                 | -               | -               |                    | -                  | -                  |             | -           | -           | 27     | 3      |
| 2018-2019         | Hallescher         | 3L                | 31         | 3          |                 | -               | -               |                    | -                  | -                  |             | -           | -           | 31     | 3      |
| Totale Hallescher | Totale Hallescher  | Totale Hallescher | 58         | 6          |                 | -               | -               |                    | -                  | -                  |             | -           | -           | 58     | 6      |
| 2019-2020         | Darmstadt          | 2L                | 4          | 0          | CG              | 0               | 0               |                    | -                  | -                  |             | -           | -           | 4      | 0      |
| 2020-gen. 2021    | Darmstadt          | 2L                | 3          | 0          | CG              | 1               | 0               |                    | -                  | -                  |             | -           | -           | 4      | 0      |
| gen.-giu. 2021    | Hallescher         | 3L                | 18         | 4          |                 | -               | -               |                    | -                  | -                  |             | -           | -           | 18     | 4      |
| 2021-2022         | Darmstadt          | 2L                | 21         | 4          | CG              | 1               | 0               |                    | -                  | -                  |             | -           | -           | 22     | 4      |
| 2022-2023         | Darmstadt          | 2L                | 17         | 4          | CG              | 2               | 0               |                    | -                  | -                  |             | -           | -           | 19     | 4      |
| Totale Darmstadt  | Totale Darmstadt   | Totale Darmstadt  | 45         | 8          |                 | 4               | 0               |                    | -                  | -                  |             | -           | -           | 49     | 8      |
| Totale carriera   | Totale carriera    | Totale carriera   | 144        | 20         |                 | 4               | 0               |                    | -                  | -                  |             | -           | -           | 148    | 20     |